# Acanthis cabaret
L'organetto minore (Acanthis cabaret (Statius Müller, 1776)) è un uccello passeriforme della famiglia dei Fringillidi.

## Etimologia
Il nome scientifico della specie, cabaret, ha origine sconosciuta, tuttavia viene utilizzato fin dalla metà del XVI secolo per indicare piccoli uccelli, probabilmente a partire dalla corruzione del termine picaveret/bacaret, a sua volta derivante dal greco βακκαρις (bakkaris) ed indicante le varie specie di zenzero selvatico dei generi Asarum e Alpnia.

## Descrizione

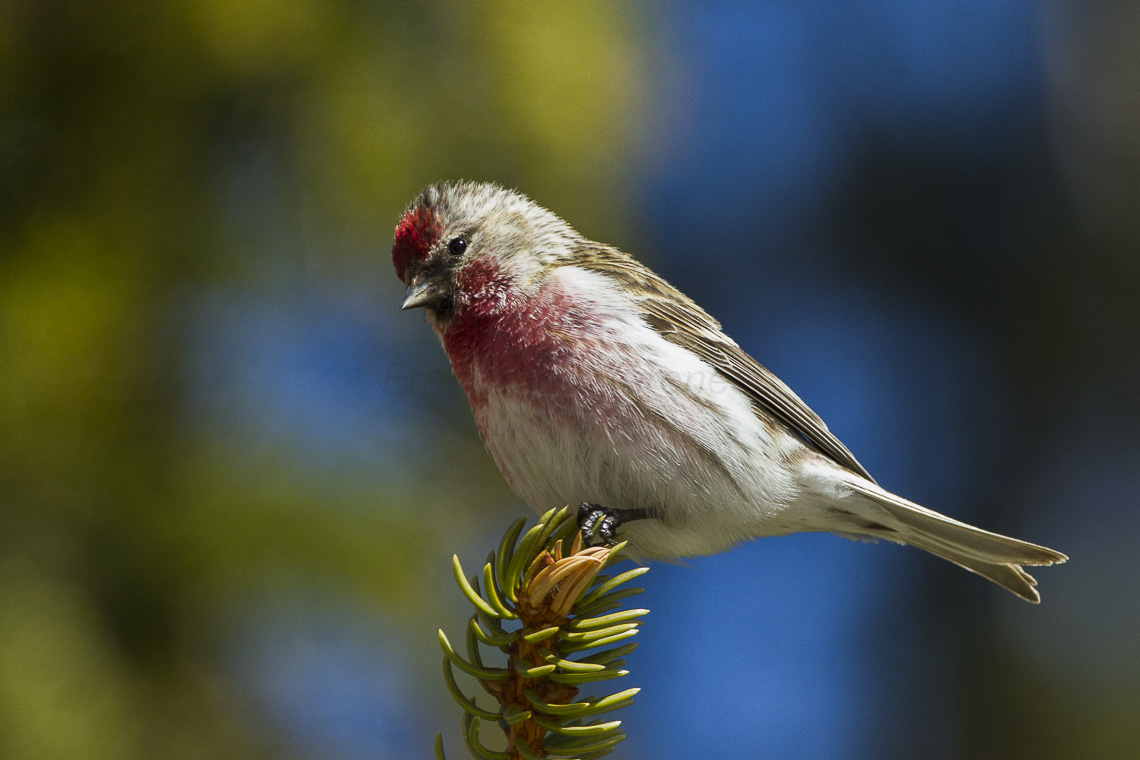
Esemplare in Val d'Aosta.

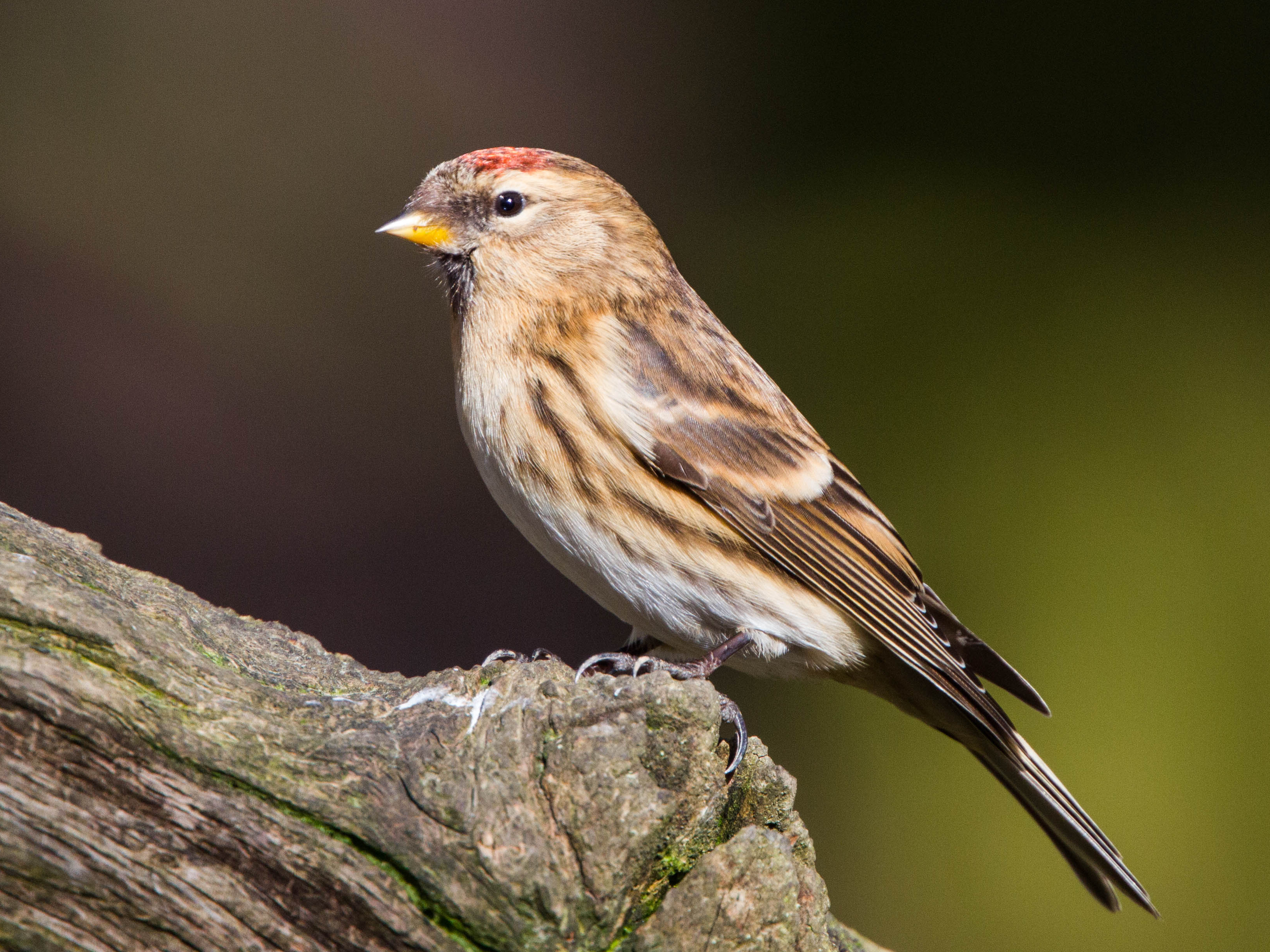
Femmina a Horsham.

### Dimensioni
Misura mediamente 11,5-12,5 cm di lunghezza, per un peso di 9-12 grammi ed un'apertura alare di 20-22,5 cm.

### Aspetto
Si tratta di uccelletti dall'aspetto massiccio, con testa grossa e arrotondata, petto robusto, ali appuntite e coda allungata e dalla punta forcuta. Nel complesso, questi uccelli somigliano molto all'organetto comune, rispetto al quale appaiono più piccoli e scuri e dalla colorazione maggiormente tendente al bruno.
Il piumaggio è dominato dal bruno-nocciola, con nuca, dorso e fianchi che presentano le penne dalla punta più scura a dare un aspetto variegato: la zona attorno al becco, la mascherina fra i lati del becco e gli occhi e la bavetta sono nere orlate di chiaro, mentre la fronte è di colore rosso brillante, i fianchi ed il sottocoda sono biancastri ed ali e coda sono nerastre, le prime con due bande alari bianche sulle remiganti.

Il dimorfismo sessuale è evidente, coi maschi dalla maggiore quantità di nero facciale e che durante il periodo degli amori assumono tonalità rosso-rosate anche su faccia, petto e fianchi, assenti nelle femmine (che tuttavia presentano anch'esse calotta rossa). In ambedue i sessi, il becco è giallo chiaro con punta nera, le zampe sono di colore carnicino-nerastro e gli occhi sono di colore bruno scuro.

## Biologia

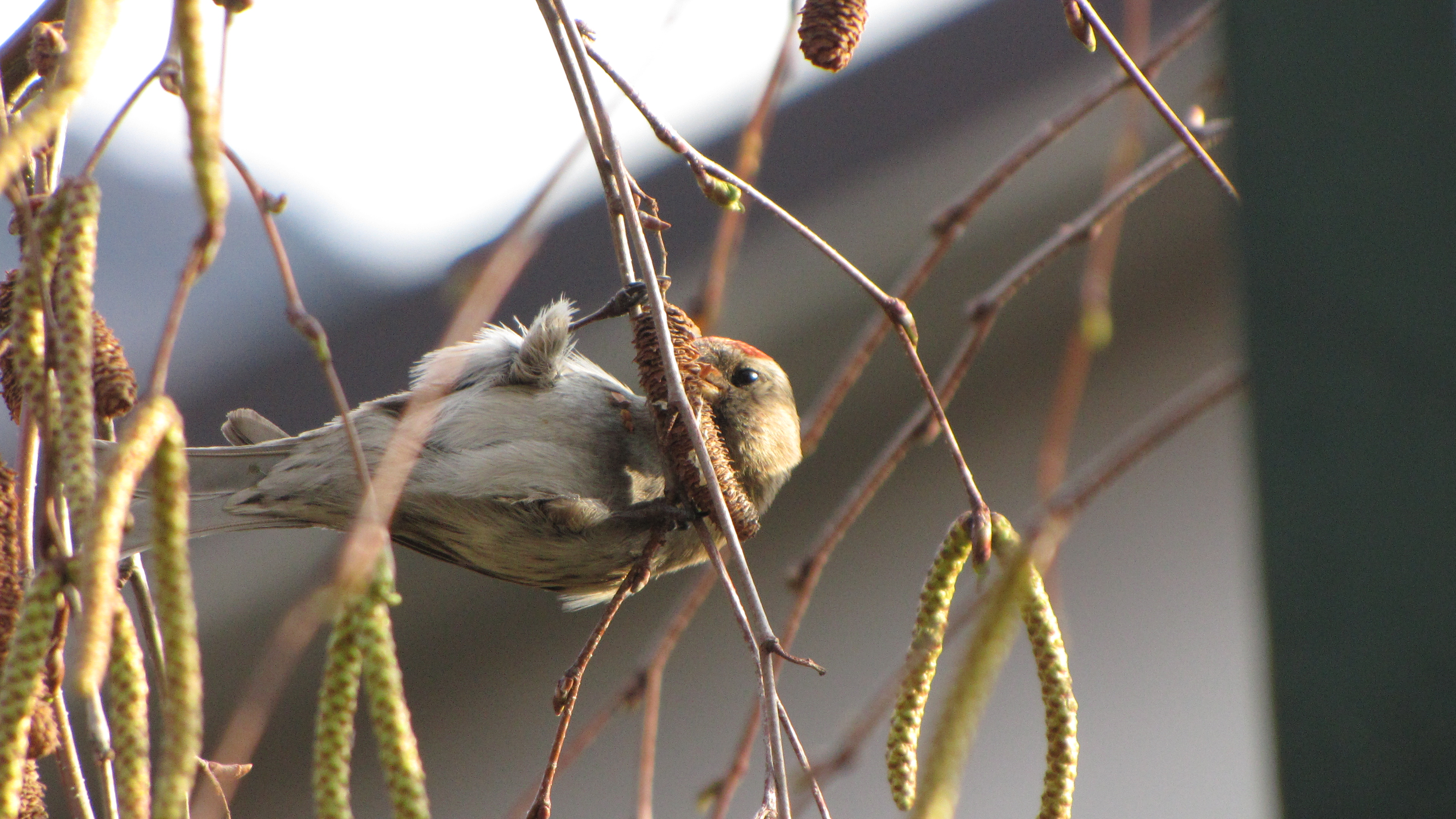
Esemplare si nutre di betulla a Calliano.

Si tratta di uccelletti dalle abitudini essenzialmente diurne, molto miti, i quali vivono all'infuori della stagione degli amori in gruppetti di una decina d'individui e passano la maggior parte della giornata alla ricerca di cibo, tenendosi fra i rami o nelle parti alte dei cespugli (sebbene soprattutto durante l'inverno siano soliti scendere al suolo) e tenendosi in contatto mediante cinguettii metallici o richiami d'allarme fischianti.
Il canto dell'organetto minore è lievemente differente da quello della sua controparte più settentrionale, basato sulla combinazione dei cinguettii di richiamo con note ronzanti e trillanti: esso viene sovente emesso dall'animale in volo piuttosto che da posatoi.

### Alimentazione

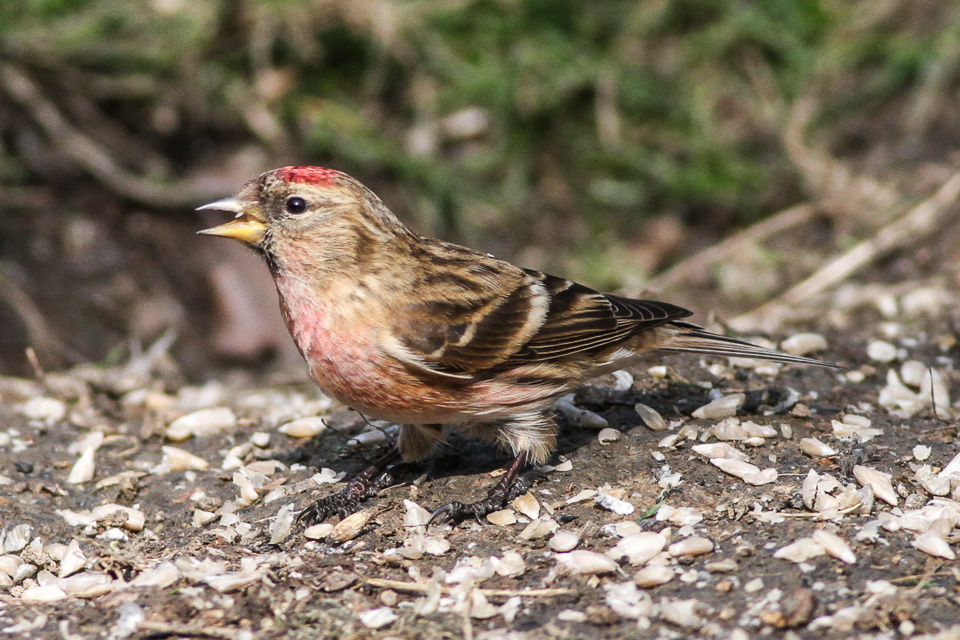
Maschio si nutre al suolo.

La dieta di questi uccelli si compone in massima parte di piccoli semi, germogli e foglioline di latifoglie decidue (soprattutto betulla ma anche ontano), nonché di piante erbacee: soprattutto durante la stagione degli amori, gli organetti si nutrono anche di piccoli insetti, utili per compensare l'aumentato fabbisogno energetico dovuto all'evento riproduttivo.

### Riproduzione

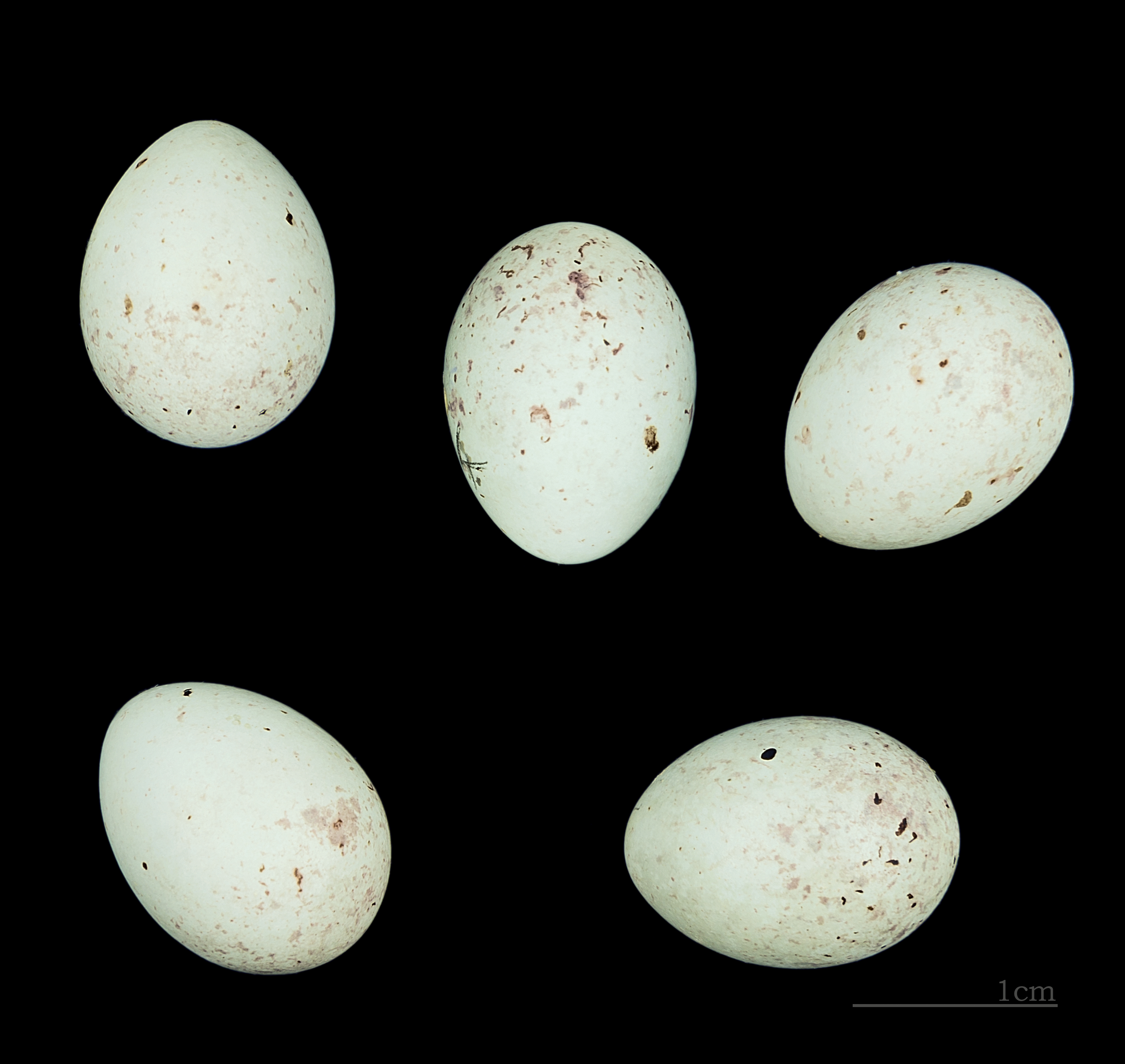
Uova al Museo di storia naturale di Tolosa.

La stagione riproduttiva comincia in primavera, con le coppie che si formano già verso la fine dell'inverno.

Le varie coppie nidificano spesso senza problemi nella stessa area, coi vari nidi separati fra loro di pochi metri. Il nido è a forma di coppa e viene costruito dalla sola femmina fra i rami di un cespuglio o un albero, intrecciando rametti sottili per la struttura esterna e foderando l'interno con un primo strato di radichette, foglie e muschio ed un secondo strato di piumino e lanugine animale e vegetale: al suo interno, la femmina depone 2-7 uova azzurrine con rada e lieve maculatura bruno-arancio, che vengono da essa covate per circa due settimane, col maschio che s'incarica di nutrire la compagna durante l'incubazione. I pulli nascono ciechi ed implumi: essi vengono accuditi da entrambi i genitori per circa due settimane, quando s'involano. Non si allontanano tuttavia generalmente dal nido in maniera definitiva prima del mese e mezzo dalla schiusa.

## Distribuzione e habitat

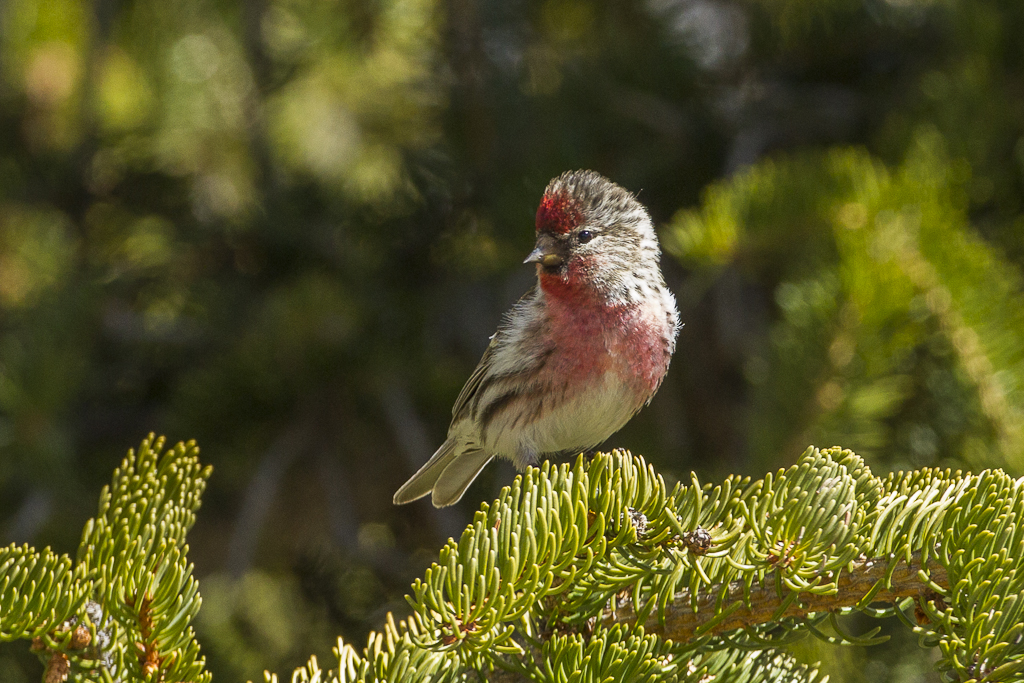
Maschio in Val d'Aosta.

L'organetto minore è diffuso in gran parte dell'Europa, dove nidifica lungo le coste meridionali della penisola scandinava e delle Highlands scozzesi, sverna in gran parte dell'interno di Francia, Benelux e Germania centro-occidentale ed è residente nelle Isole Britanniche e lungo la linea costiera che va dalla Manica al Meclemburgo, oltre che in Baviera, lungo l'arco alpino (Francia sud-orientale, Svizzera, Italia e Austria) e nei Carpazi (area fra Repubblica Ceca e Polonia, forse anche in Romania settentrionale).

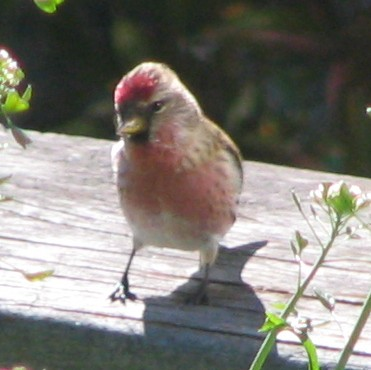
Esemplare a Dunedin, Nuova Zelanda.

L'organetto minore è stato inoltre introdotto con successo in Nuova Zelanda, dove i primi esemplari giunsero nel 1862 nell'area di Nelson ed attualmente è comune osservarli in tutta l'Isola del Sud.
L'habitat di questi uccelli è rappresentato dalle aree prative submontane o a clima continentale freddo con presenza di aree boschive a prevalenza di larice, betulla e peccio: essi popolano tuttavia senza problemi anche gli ambienti modificati dall'uomo, come campi coltivati e pinete, traendo giovamento dall'antropizzazione per espandere il proprio areale.

Sebbene sia tendenzialmente stanziale, l'organetto minore tende ad effettuare migrazioni autunnali nelle aree più fredde del proprio areale, scendendo di quota (come accade lungo l'arco alpino o nell'area carpatica) o spostandosi verso sud: specialmente i giovani esemplari in dispersione possono essere rinvenuti anche a grande distanza dall'areale generalmente occupato dalla specie, come l'Italia meridionale o la penisola iberica, oppure Macquarie e Lord Howe (per quanto riguarda la popolazione neozelandese).

## Tassonomia
Considerata in passato una sottospecie di Acanthis flammea, è in atto considerata una specie a sé stante.